# 고스트 시그널 - 기억, 하리 그 후
《고스트 시그널 - 기억, 하리 그 후》는 RHAON이 만든 게임이다. 신비아파트의 파생작 드라마인 기억, 하리의 게임 판으로, 또 다른 파생작 드라마인 신비아파트 외전: 연애공식 구하리의 세계관과 같으며 2019년 12월 12일 구글 플레이 스토어에, 2020년 1월 9일에 iOS 앱스토어에 출시되었으며, 2020년 12월 31일에 서비스 종료되었다.

## 등장인물
- 구하리
- 최강림
- 리온
- 이안
- 이가은
- 김현우
- 린/신비